# Helsingor
Elsenor (em dinamarquês:  Helsingør, por vezes latinizada Helsingoer ou Helsingor), também conhecida pelas versões dos nomes em francês, Elseneur; em espanhol, Elsinor; ou em inglês, Elsinor, é uma cidade-porto e um município da Dinamarca, localizado na região oriental, no condado de Frederiksborg, nas margens do Öresund. 
O município tem uma área de 122 km² e uma população de 56 280 habitantes, segundo o censo de 2003.
A cidade possui o castelo-fortaleza de Kronborg (1574), onde se pensa que William Shakespeare situou a ação de Hamlet. Em termos económicos constroem-se barcos, vidros e tecidos.

## Ligações externas

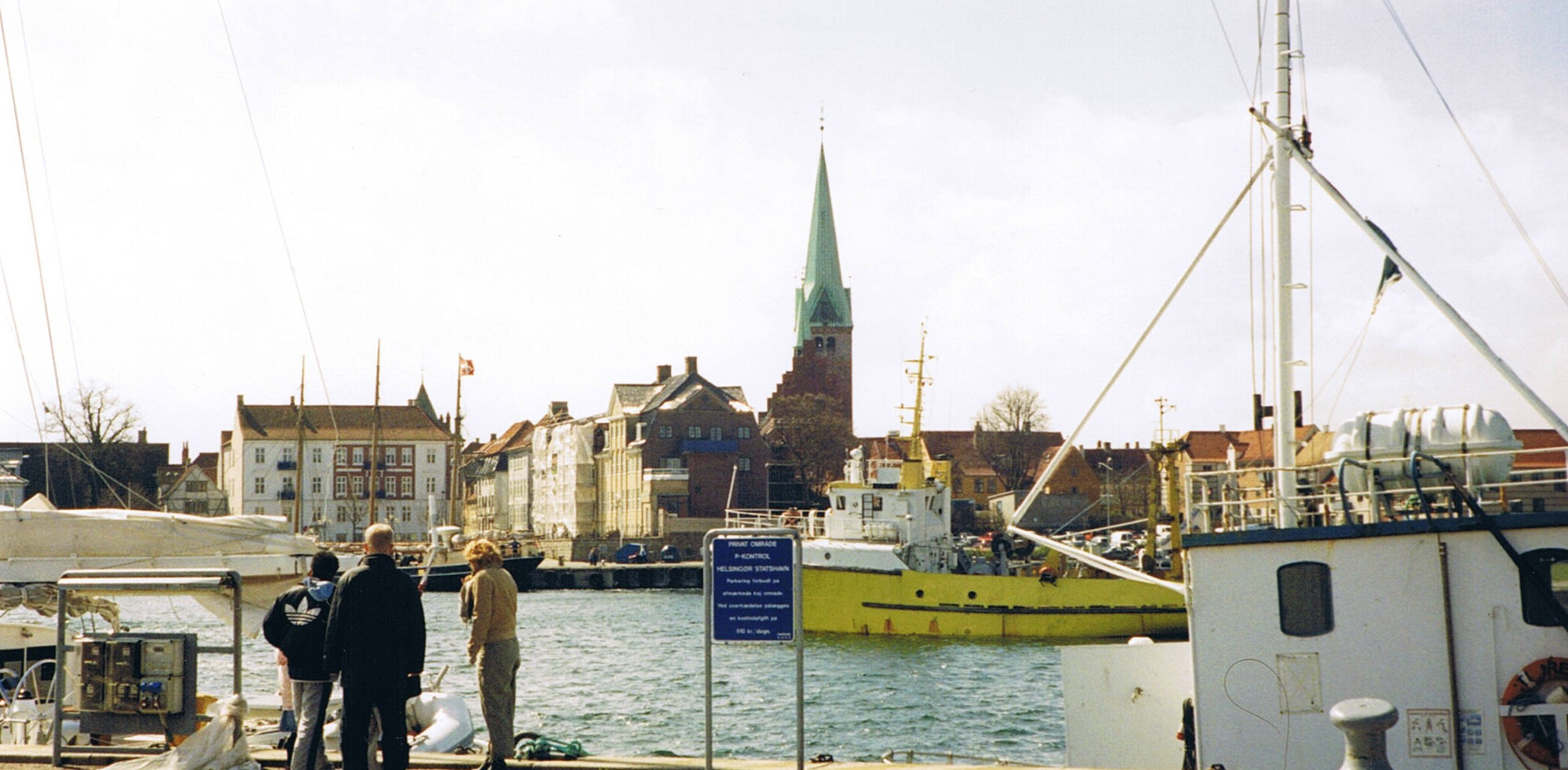
Porto de Helsingor